# シベニク
シベニク（クロアチア語：Šibenik, ドイツ語: Sibenning, イタリア語: Sebenico）はクロアチアの歴史的都市で、ダルマチアの中央、クルカ川がアドリア海に流れ込む場所に位置している。シベニクは政治的、教育、交通、産業、そして旅行についてもシベニク＝クニン郡の中心地である。市民のほとんど（94.02%、2001年の統計）がクロアチア人である。
シベニクの聖ヤコブ大聖堂がユネスコの世界遺産に登録されている（ID963）。沖合の聖ニコラス要塞が「シベニク＝クニン郡の聖ニコラス要塞」として「16世紀から17世紀のヴェネツィアの防衛施設群:スタート・ダ・テッラと西スタート・ダ・マール」の一部として世界遺産に登録されている（ID1533）。

## 歴史
シベニクが初めて今の名前で登場するのは、1066年のクロアチア王、ペトロ・ウラジミール4世の時代においてである。他のダルマチアの町と違い、シベニクのイリリア人、ギリシャ人と古代ローマ人が建設した。アドリア海東岸のクロアチアの都市では最古の町である。
1298年シベニクは「町」の地位と独自の司教区を与えられた。それ以来、クロアチア人が実際に定住する前の長い間、聖アンナの城の洞穴は、居住に利用されてきたと証明されている。
他のダルマチアの都市のように、シベニクは、1412年までヴェネツィア共和国に抵抗した。15世紀の終わりには、オスマン帝国がシベニクを脅かしたが征服するには至らなかった。16世紀には聖ニコラスの要塞が建築され、17世紀までには、聖ヨハネ(Tanaja)とスビチェビッチ（Šubićevac(Barone)）の要塞によって、シベニクの要塞化が再び促進された。
1797年のヴェネツィア共和国の滅亡によって、シベニクはハプスブルク帝国の支配下におかれた。第一次世界大戦後ユーゴスラビア王国の一部となり、第二次世界大戦の間、イタリアファシスト政権とナチスに占領された。戦後は、1990年のクロアチア共和国の独立まで、ユーゴスラビア社会主義連邦共和国の一部であった。

## 文化
シベニクは芸術、文化、生活の発信基地で、毎年行われている「シベニク国際児童フェスティバル（Međunarodni Dječji Festival）はその例の一つに数えられる。

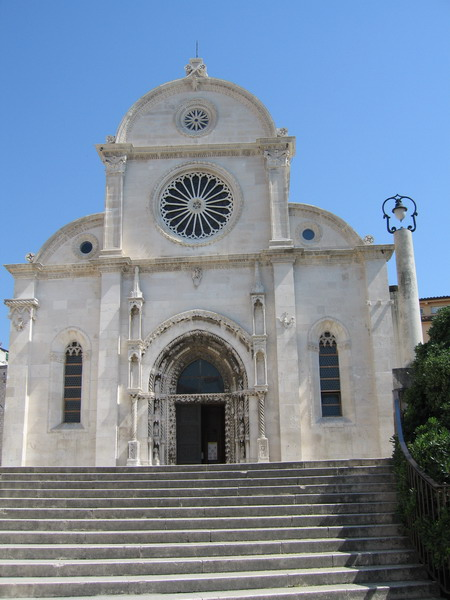
シベニクの聖ヤコブ大聖堂

シベニクの中央教会、「シベニクの聖ヤコブ大聖堂」はユネスコの世界遺産に登録されている（ID963）。15世紀から16世紀にかけて、数人の成功した建築家たちは、この大聖堂を完全に石で建築し、ゴシック様式とルネサンス様式の両方を兼ね備えたつくりになっている。大聖堂の屋根の、組み合わされた石の平板は、セルビア軍の爆撃により1991年に損傷を受けた。現在も修復が続けられている。
沖合の聖ニコラス要塞は「シベニク＝クニン郡の聖ニコラス要塞」として「16世紀から17世紀のヴェネツィアの防衛施設群:スタート・ダ・テッラと西スタート・ダ・マール」の一部として世界遺産に登録されている（ID1533）。
作曲家のヤコヴ・ゴトヴァツ（Jakov Gotovac）は、1922年シベニク市の「フィルハーモニー協会」を設立した。

## 出身者
- ドラジャン・イェルコヴィッチ - 元サッカー選手、サッカー指導者
- ロベルト・デ・ヴィッサーニ - 植物学者
- クレシミル・バラノヴィッチ - 音楽家
- ドラジェン・ペトロヴィッチ - 元NBA選手
- ダリオ・サリッチ - プロバスケットボール選手
- マクシム・ムルヴィツァ - ピアニスト
- ゴラン・ヴィシュニック - 俳優

## 姉妹都市
- チヴィタノーヴァ・マルケ、イタリア
- サン・ベネデット・デル・トロント、イタリア
- ヴォワロン、フランス